# Lekeryd
Lekeryd est une localité de Suède peuplée de 763 habitants en 2005. Elle se situe dans la proche banlieue de Jönköping.

## Historique

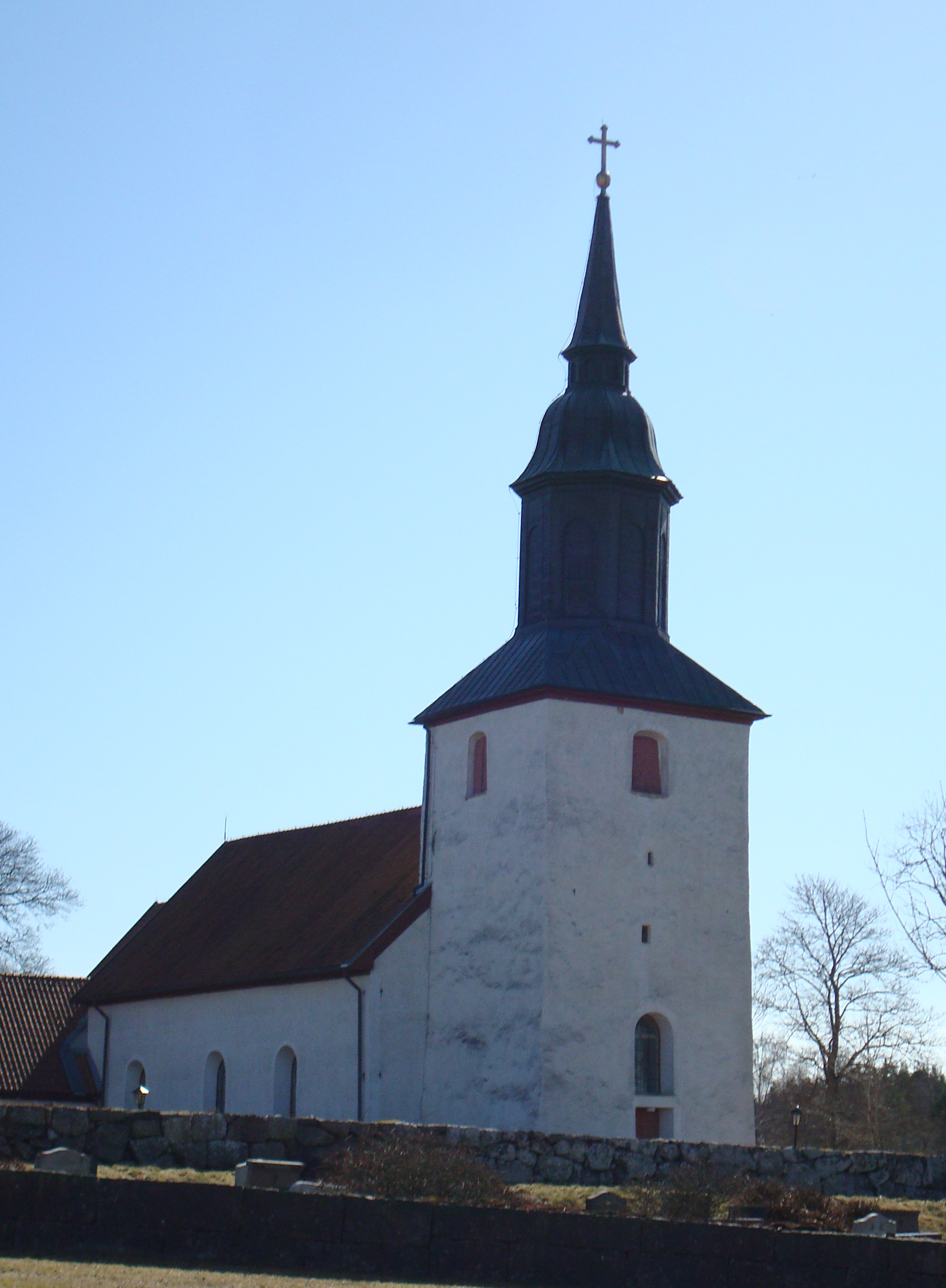
Église de Lekeryd.

### Autres projets
- Lekeryd sur Commons